# Piper tajumulccanum
Piper tajumulccanum är en pepparväxtart som beskrevs av Trel. & Standley.. Piper tajumulccanum ingår i släktet Piper och familjen pepparväxter. Inga underarter finns listade i Catalogue of Life.